# 120367 Grabow
120367 Grabow este o planetă minoră (asteroid), cu un diametru de 2,06 km, din centura de asteroizi. A fost descoperită pe 2 iulie 2005 la Catalina Station⁠(d) de Catalina Sky Survey. 
Obiectul prezintă o orbită caracterizată de o semiaxă mare de 2,2376255315491 UAi, o excentricitate de 0,21997842899316, o înclinație de 6,3093697657441 ° în raport cu ecliptica.